# Herichthys

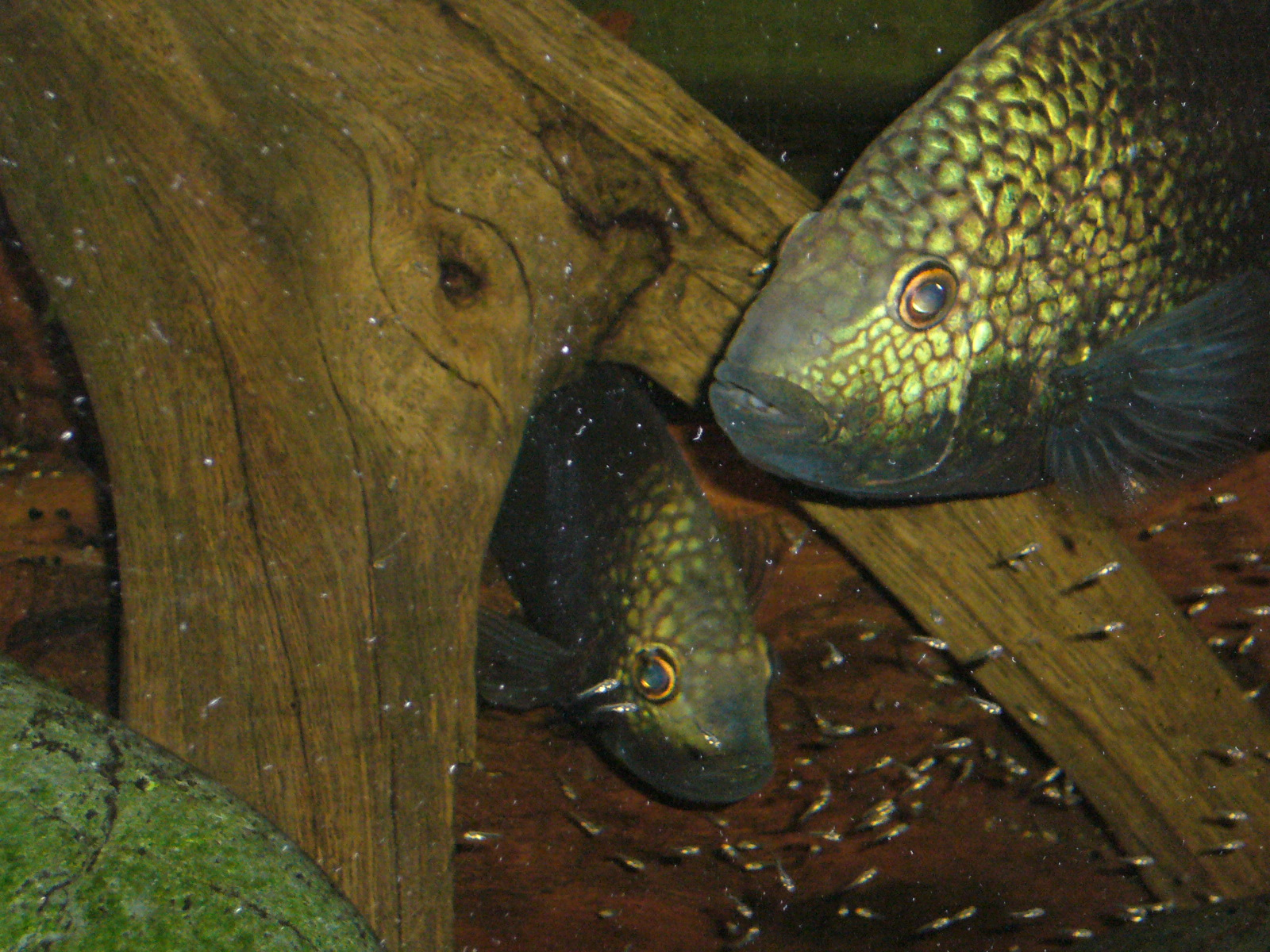
Herichthys carpintis

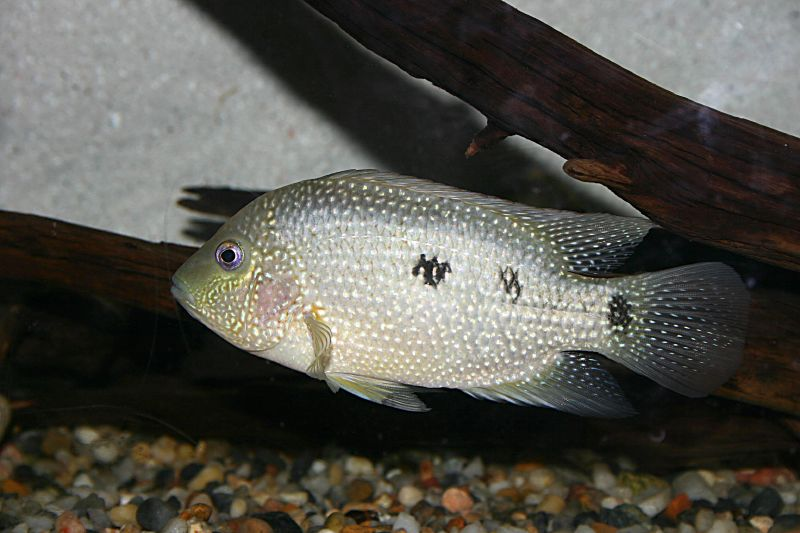
Herichthys cyanoguttatus

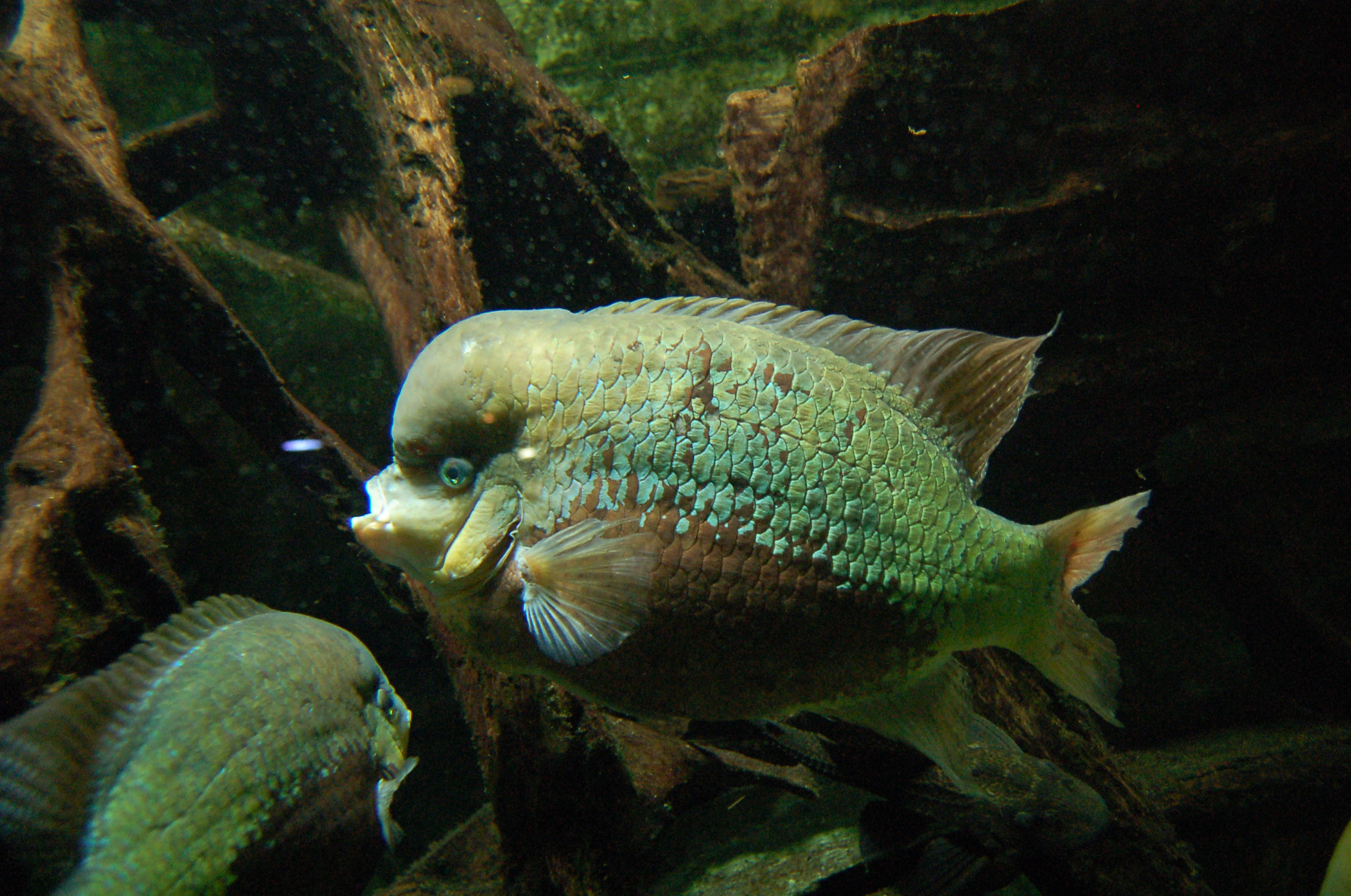
Herichthys pearsei

Herichthys és un gènere de peixos pertanyent a la família dels cíclids.

## Distribució geogràfica
Es troba a Nord-amèrica i Centreamèrica.

## Taxonomia
- Herichthys bartoni (Bean, 1892)[4]
- Herichthys carpintis (Jordan & Snyder, 1899)[5]
- Herichthys cyanoguttatus (Baird & Girard, 1854)[6]
- Herichthys deppii (Heckel, 1840)[7]
- Herichthys labridens (Pellegrin, 1903)[8]
- Herichthys minckleyi (Kornfield & Taylor, 1983)[9]
- Herichthys pantostictus (Taylor & Miller, 1983)[10]
- Herichthys pearsei (Hubbs, 1936)
- Herichthys steindachneri (Jordan & Snyder, 1899)[5]
- Herichthys tamasopoensis (Artigas Azas, 1993)[11][12][13][14][15][16][17]